# Reichstagswahlkreis Königreich Sachsen 21

Die Wahlkreisaufteilung des Deutschen Reichs.

Der Reichstagswahlkreis Königreich Sachsen 21 (in der reichsweiten Durchnummerierung auch Reichstagswahlkreis 305; auch Reichstagswahlkreis Annaberg–Schwarzenberg genannt) war der einundzwanzigste Reichstagswahlkreis für das Königreich Sachsen für die Reichstagswahlen im Deutschen Reich und im Norddeutschen Bund von 1867 bis 1918.

## Wahlkreiszuschnitt
Der Wahlkreis umfasste die Amtshauptmannschaft Annaberg ohne den Amtsgerichtsbezirk Ehrenfriedersdorf und die Gemeinden Neundorf mit Gutsbezirk, Elterlein, Schwarzbach bei Scheibenberg, Dörfel, Hermannsdorf und Tannenberg mit Gutsbezirk; Gemeinde Satzung der Amtshauptmannschaft Marienberg; Amtshauptmannschaft Schwarzenberg ohne die Amtsgerichtsbezirke Lößnitz und Schneeberg, die Gemeinden Aue, Auerhammer, Grünhain, Bernsbach, Waschleithe sowie die Gutsbezirke Klösterlein und Förstel.
Dies entsprach ursprünglich den Städten Annaberg und Eibenstock Gerichtsamtsbezirken Annaberg, Jöhstadt, Oberwiesenthal, Scheibenberg, Schwarzenberg, Johanngeorgenstadt und Eibenstock.
| Jahr | Einwohner |
| ---- | --------- |
| 1890 | 126.970   |
| 1895 | 130.747   |
| 1900 | 128.239   |
| 1905 | 146.431   |
| 1910 | 153.789   |

|      | Landwirtschaft | Industrie und Gewerbe | Handel und Dienstleistungen |
| ---- | -------------- | --------------------- | --------------------------- |
| 1895 | 16,1           | 70,3                  | 13,6                        |
| 1907 | 9,5            | 76,6                  | 13,9                        |

|      | Evangelisch | Katholisch |
| ---- | ----------- | ---------- |
| 1890 | 96,6        | 3,0        |
| 1905 | 95,6        | 3,5        |
| 1910 | 95,1        | 3,7        |

## Abgeordnete
| Wahl                                        | Abgeordneter           | Partei     | Bild |
| ------------------------------------------- | ---------------------- | ---------- | ---- |
| Reichstagswahl Februar 1867 bis August 1867 | Scipio Agricola Herbig | Altliberal | 0    |
| Reichstagswahl August 1867 bis 1871         | Karl Leistner          | NLP        |      |
| Reichstagswahl 1871 bis 1874                | Carl Böhme             | DFP        |      |
| Reichstagswahl 1874 bis 1877                | Heinrich Theodor Koch  | NLP        | 0    |
| Reichstagswahl 1877 bis 1893                | Eugen Holtzmann        | NLP        |      |
| Reichstagswahl 1893 bis 1898                | Carl Böhme             | NLP        |      |
| Reichstagswahl 1898 bis 1903                | Arthur Esche           | NLP        | 0    |
| Reichstagswahl 1903 bis 1907                | Ernst Grenz            | SPD        | 0    |
| Reichstagswahl 1907 bis 1912                | Gustav Stresemann      | NLP        |      |
| Reichstagswahl 1912 bis 1918                | Ernst Grenz            | SPD        | 0    |

## Wahlen

### 1867 (Februar)
Es fand ein Wahlgang statt. Die Zahl der gültigen Stimmen betrug 10.751.
| Kandidat               | Partei     | Stimmen | in % | Anmerkungen |
| ---------------------- | ---------- | ------- | ---- | ----------- |
| Scipio Agricola Herbig | Altliberal | 3399    | 0    | 0           |

### 1867 (August)
Es fand ein Wahlgang statt. Die Zahl der gültigen Stimmen betrug 4775.
| Kandidat      | Partei | Stimmen | in % | Anmerkungen |
| ------------- | ------ | ------- | ---- | ----------- |
| Karl Leistner | NLP    | 3883    | 0    | 0           |

### 1874
Es fand ein Wahlgang statt. 18.624 Männer waren wahlberechtigt. Die Zahl der abgegebenen Stimmen betrug im ersten Wahlgang 4493, 66 Stimmen waren ungültig. Die Wahlbeteiligung betrug 24,6 %.
| Kandidat              | Partei   | Stimmen | in % | Anmerkungen |
| --------------------- | -------- | ------- | ---- | ----------- |
| Heinrich Theodor Koch | bkF      | 4067    | 0    | 0           |
| Engelhardt            | S (Eis)  | 319     | 0    | Tischler    |
| 0                     | Sonstige | 107     | 0    | 0           |

Am 25. März 1874 trat Koch der NLP-Fraktion bei.

### 1877
Es fanden zwei Wahlgänge statt. 20.126 Männer waren wahlberechtigt. Die Zahl der abgegebenen Stimmen betrug im ersten Wahlgang 8535, 51 Stimmen waren ungültig. Die Wahlbeteiligung betrug 42,7 %.
| Kandidat        | Partei   | Stimmen | in % | Anmerkungen |
| --------------- | -------- | ------- | ---- | ----------- |
| Eugen Holtzmann | NLP      | 3787    | 0    | 0           |
| Guido Breitfeld | K        | 3578    | 0    | Fabrikant   |
| Philipp Wiemer  | S        | 800     | 0    | 0           |
| 0               | F        | 183     | 0    | 0           |
| 0               | K        | 65      | 0    | 0           |
| 0               | Sonstige | 22      | 0    | 0           |

In der Stichwahl betrug die Zahl der abgegebenen Stimmen 12.549, 66 Stimmen waren ungültig. Die Wahlbeteiligung betrug 31,5 %.
| Kandidat        | Partei | Stimmen | in % | Anmerkungen |
| --------------- | ------ | ------- | ---- | ----------- |
| Eugen Holtzmann | NLP    | 6514    | 0    | 0           |
| Guido Breitfeld | K      | 6035    | 0    | Fabrikant   |

### 1878
Es fand ein Wahlgang statt. 21.166 Männer waren wahlberechtigt. Die Zahl der abgegebenen Stimmen betrug im ersten Wahlgang 7863, 77 Stimmen waren ungültig. Die Wahlbeteiligung betrug 37,5 %.
| Kandidat        | Partei   | Stimmen | in % | Anmerkungen |
| --------------- | -------- | ------- | ---- | ----------- |
| Eugen Holtzmann | NLP      | 5412    | 0    | 0           |
| Philipp Wiemer  | S        | 2437    | 0    | 0           |
| 0               | Sonstige | 14      | 0    | 0           |

### 1881
Es fand ein Wahlgang statt. 20.959 Männer waren wahlberechtigt. Die Zahl der abgegebenen Stimmen betrug im ersten Wahlgang 6542, 66 Stimmen waren ungültig. Die Wahlbeteiligung betrug 31,5 %.
| Kandidat        | Partei   | Stimmen | in % | Anmerkungen |
| --------------- | -------- | ------- | ---- | ----------- |
| Eugen Holtzmann | NLP      | 5416    | 0    | 0           |
| Philipp Wiemer  | S        | 1072    | 0    | 0           |
| 0               | Sonstige | 54      | 0    | 0           |

### 1884
Es fand ein Wahlgang statt. 22.476 Männer waren wahlberechtigt. Die Zahl der abgegebenen Stimmen betrug 7931, 65 Stimmen waren ungültig. Die Wahlbeteiligung betrug 35,6 %.
| Kandidat        | Partei   | Stimmen | in % | Anmerkungen |
| --------------- | -------- | ------- | ---- | ----------- |
| Eugen Holtzmann | NLP      | 5437    | 0    | 0           |
| 0               | F        | 938     | 0    | 0           |
| 0               | S        | 1547    | 0    | 0           |
| 0               | Sonstige | 9       | 0    | 0           |

### 1887
Es fand ein Wahlgang statt. 22.726 Männer waren wahlberechtigt. Die Zahl der abgegebenen Stimmen betrug 14.781, 92 Stimmen waren ungültig. Die Wahlbeteiligung betrug 65,5 %.
| Kandidat        | Partei   | Stimmen | in % | Anmerkungen |
| --------------- | -------- | ------- | ---- | ----------- |
| Eugen Holtzmann | NLP      | 12.670  | 0    | 0           |
| 0               | F        | 637     | 0    | 0           |
| 0               | S        | 1476    | 0    | 0           |
| 0               | Sonstige | 8       | 0    | 0           |

### 1890
Die Kartellparteien NLP und Konservative unterstützten Holtzmann. Es fanden zwei Wahlgänge statt. 24.174 Männer waren wahlberechtigt. Die Zahl der abgegebenen Stimmen betrug im ersten Wahlgang 17.660, 96 Stimmen waren ungültig. Die Wahlbeteiligung betrug 73,1 %.
| Kandidat           | Partei   | Stimmen | in % | Anmerkungen          |
| ------------------ | -------- | ------- | ---- | -------------------- |
| Otto Eduard Krause | DF       | 5449    | 31,0 | Oberlehrer, Annaberg |
| Eugen Holtzmann    | NLP      | 8625    | 49,1 | 0                    |
| Ernst Grenz        | SPD      | 3486    | 19,9 | 0                    |
| 0                  | Sonstige | 4       | 0,0  | 0                    |

Die Sozialdemokraten riefen in der Stichwahl zur Wahl des freisinnigen Kandidaten auf. Die Zahl der abgegebenen Stimmen betrug in der Stichwahl 19.420, 66 Stimmen waren ungültig. Die Wahlbeteiligung betrug 80,3 %.
| Kandidat           | Partei | Stimmen | in % | Anmerkungen |
| ------------------ | ------ | ------- | ---- | ----------- |
| Otto Eduard Krause | DF     | 9208    | 47,6 | 0           |
| Eugen Holtzmann    | NLP    | 10.146  | 52,4 | 0           |

### 1893
Der Versuch der ehemaligen Kartellparteien, auch den DS zu einer Unterstützung Böhmes zu bewegen, waren erfolglos. Es fanden zwei Wahlgänge statt. 25.544 Männer waren wahlberechtigt. Die Zahl der abgegebenen Stimmen betrug im ersten Wahlgang 17.957, 61 Stimmen waren ungültig. Die Wahlbeteiligung betrug 70,3 %.
| Kandidat                      | Partei   | Stimmen | in % | Anmerkungen |
| ----------------------------- | -------- | ------- | ---- | ----------- |
| Max Liebermann von Sonnenberg | DS       | 3063    | 17,1 | 0           |
| Otto Eduard Krause            | FVP      | 2524    | 14,1 | 0           |
| Carl Böhme                    | NLP      | 5389    | 30,1 | 0           |
| Ernst Grenz                   | SPD      | 6918    | 38,7 | 0           |
| 0                             | Sonstige | 2       | 0,0  | 0           |

In der Stichwahl rief der DS nun zur Wahl Böhmes auf. Die Zahl der abgegebenen Stimmen betrug in der Stichwahl 19.924, 140 Stimmen waren ungültig. Die Wahlbeteiligung betrug 78,0 %.
| Kandidat    | Partei | Stimmen | in % | Anmerkungen |
| ----------- | ------ | ------- | ---- | ----------- |
| Carl Böhme  | NLP    | 11.024  | 55,7 | 0           |
| Ernst Grenz | SPD    | 8760    | 44,3 | 0           |

### 1898
Esche wurde von NLP, Konservativen und BdL unterstützt. Es fand ein Wahlgang statt. 26.593 Männer waren wahlberechtigt. Die Zahl der abgegebenen Stimmen betrug 18.156, 130 Stimmen waren ungültig. Die Wahlbeteiligung betrug 68,3 %.
| Kandidat     | Partei   | Stimmen | in % | Anmerkungen |
| ------------ | -------- | ------- | ---- | ----------- |
| Arthur Esche | NLP      | 9627    | 53,4 | 0           |
| Ernst Grenz  | SPD      | 8394    | 46,6 | 0           |
| 0            | Sonstige | 5       | 0,0  | 0           |

### 1903
Gemäß dem landesweiten Kartellvertrag hatte sich die NLP das Vorschlagsrecht für diesen Wahlkreis gesichert. Es fand ein Wahlgang statt. 28.985 Männer waren wahlberechtigt. Die Zahl der abgegebenen Stimmen betrug 23.608, 178 Stimmen waren ungültig. Die Wahlbeteiligung betrug 81,4 %.
| Kandidat           | Partei   | Stimmen | in % | Anmerkungen             |
| ------------------ | -------- | ------- | ---- | ----------------------- |
| Friedrich Rehwoldt | NLP      | 10.137  | 43,3 | Fabrikbesitzer, Leipzig |
| Ernst Grenz        | SPD      | 13.273  | 56,6 | 0                       |
| 0                  | Sonstige | 20      | 0,1  | 0                       |

### 1907
Die Kandidatenfindung erwies sich bei dieser Wahl als schwierig. Erst vier Wochen vor der Wahl entschieden sich die Linksliberalen, Stresemann nicht zu unterstützen, sondern eine Sonderkandidatur zu betreiben. Umgekehrt wollte die Mittelstandspartei den antisemitischen Kaufmann und Stadtverordneten Hugo Seifert als Kandidaten benennen, zog diese Kandidatur jedoch kurz vor der Wahl zurück und unterstützte Stresemann. Es fanden zwei Wahlgänge statt. 30.426 Männer waren wahlberechtigt. Die Zahl der abgegebenen Stimmen betrug im ersten Wahlgang 27.219, 179 Stimmen waren ungültig. Die Wahlbeteiligung betrug 89,5 %.
| Kandidat          | Partei   | Stimmen | in % | Anmerkungen |
| ----------------- | -------- | ------- | ---- | ----------- |
| Ernst Roch        | FVP      | 6578    | 24,3 | 0           |
| Gustav Stresemann | NLP      | 8612    | 31,8 | 0           |
| Ernst Grenz       | SPD      | 11.830  | 43,8 | 0           |
| 0                 | Sonstige | 20      | 0,1  | 0           |

In der Stichwahl riefen alle bürgerlichen Parteien zur Wahl von Stresemann auf. Die Zahl der abgegebenen Stimmen betrug in der Stichwahl 22.914, 141 Stimmen waren ungültig. Die Wahlbeteiligung betrug 91,7 %.
| Kandidat          | Partei | Stimmen | in % | Anmerkungen |
| ----------------- | ------ | ------- | ---- | ----------- |
| Gustav Stresemann | NLP    | 15.104  | 54,4 | 0           |
| Ernst Grenz       | SPD    | 12.669  | 45,6 | 0           |

### 1912
Stresemann wurde bei dieser Wahl nicht von den Konservativen unterstützt, da er „zu linksliberal“ geworden sei. Die anderen bürgerlichen Parteien und diesmal auch die FoVP unterstützen ihn. Es fand ein Wahlgang statt. 32.958 Männer waren wahlberechtigt. Die Zahl der abgegebenen Stimmen betrug 30.136, 148 Stimmen waren ungültig. Die Wahlbeteiligung betrug 91,4 %.
| Kandidat                    | Partei   | Stimmen | in % | Anmerkungen                        |
| --------------------------- | -------- | ------- | ---- | ---------------------------------- |
| Friedrich Eberhard Meinhold | K        | 1154    | 3,8  | Hauptmann a. D., Leubnitz-Neuostra |
| Gustav Stresemann           | NLP      | 12.763  | 42,6 | 0                                  |
| Ernst Grenz                 | SPD      | 16.070  | 53,6 | 0                                  |
| 0                           | Sonstige | 3       | 0,0  | 0                                  |